# باروخ کیمرلینگ
باروخ کیمرلینگ در سال ۱۹۳۹ در شهر ترانسیلوانی منطقه توردا، رومانی به دنیا آمد. او با فلج مغزی متولد شد، یک ناتوانی رشدی که او را در سه دهه آخر عمرش روی صندلی چرخدار حبس کرد. پس از انتشار شایعاتی مبنی بر تبعید قریب‌الوقوع یهودیان، خانواده او با فرار از توردا با یک واگن رومانیایی در سال ۱۹۴۴ از هولوکاست جان سالم به‌در بردند. در طول سفر، واگن توسط یک هواپیمای آلمانی متوقف شد. هنگامی که خانواده کیمرلینگ پس از پایان جنگ به توردا بازگشتند، متوجه شدند که دارایی آنها از دست رفته‌است. این خانواده در سال ۱۹۵۲ به اسرائیل مهاجرت کردند و قبل از نقل مکان به آپارتمان کوچکی در حومه نتانیا، در یکی از اردوگاه‌های مهاجران اقامت گزیدند.
علیرغم ناتوانی‌های قابل توجه کیمرلینگ، که باعث شد کیمرلینگ مشکلات حرکتی و مشکلات گفتاری را تجربه کند، والدینش او را به عنوان یک کودک معمولی بزرگ کردند و او را تشویق به تلاش کردند. کیمرلینگ که از خدمت اجباری در نیروهای دفاعی اسرائیل معاف بود، در سال ۱۹۶۳ در دانشگاه عبری قدس ثبت نام کرد و در سال ۱۹۷۳ دکترای خود در عنوان جامعه‌شناس را گرفت. کیمرلینگ به دلیل کارش در تحلیل اسکان یهودیان قبل از ۱۹۴۸ در فلسطین از نظر استعمار شناخته شد. او به‌طور گسترده سخنرانی کرد و نه کتاب و صدها مقاله نوشت. او همچنین مقالات متعددی را در روزنامه‌هایی مانند هاآرتص و نیشن نوشت. او یک کرسی آکادمیک در دانشگاه تورنتو داشت.
در اوت ۱۹۷۵، او با دیانا آیدان، یک مهاجر لیبیایی الاصل اهل ایتالیا که در سال ۱۹۶۷ از ناپل به اسرائیل نقل مکان کرده بود، ازدواج کرد که زیر نظر یشایاهو لیبوویتز دانشجوی دکترا بود. او حرفه حرفه‌ای خود را رها کرد تا خانه‌دار شود. این زوج سه فرزند داشتند: شیرا (متولد ۱۹۷۶)، الی (متولد ۱۹۷۸) و نعما (متولد 1981).
کیمرلینگ منتقد صریح سیاست‌های اسرائیل بود و دربارهٔ مسائل مربوط به درگیری اعراب و اسرائیل صحبت می‌کرد. او به عنوان یکی از مورخان نوین اسرائیل لقب گرفت، و خودش اصرار داشت که یک صهیونیسم میهن‌پرست است که به تجلیل از تنوع فرهنگ‌ها در داخل اسرائیل و آرمان‌های یک دولت سکولار اختصاص دارد. کیمرلینگ یک آتئیست بود و از ناتوانی یهودیان و اعراب در «تفکیک دین از ملیت» ابراز تاسف کرد. بر خلاف برخی از منتقدان سیاست اسرائیل، او علناً با بایکوت علمی اسرائیل توسط انجمن معلمان دانشگاه در بریتانیا مخالفت کرد و استدلال کرد که این امر «آخرین حوزه عمومی آزاداندیشی و آزادی بیان را در اسرائیل تضعیف خواهد کرد.»
کیمرلینگ پس از یک مبارزه طولانی با سرطان در سن ۶۷ سالگی درگذشت. او در گورستان سکولار در کیبوتص میشماروت به خاک سپرده شد و همسرش دیانا آیدان و سه فرزندش را ترک کرد.

## آثار مهم منتشرشده
1. صهیونیسم و قلمرو: ابعاد اجتماعی-سرزمینی سیاست صهیونیستی. برکلی: دانشگاه کالیفرنیا، مؤسسه مطالعات بین‌المللی، ۱۹۸۳، ۲۸۹ صفحه.
2. صهیونیسم و اقتصاد. کمبریج، ماساچوست: شرکت انتشارات شنکمن، ۱۹۸۳، ۱۶۹ صفحه.
3. سیستم منقطع: غیرنظامیان اسرائیلی در جنگ و زمان‌های معمول. نیو برانسویک و لندن: ترنس‌اکشن بوکز، ۱۹۸۵. [۲۲۹ صفحه]
4. (به عنوان سردبیر) دولت و جامعه اسرائیل: مرزها و مرزها. آلبانی: انتشارات دانشگاه ایالتی نیویورک، ۱۹۸۹، ۳۳۰ صفحه
5. باروخ کیمرلینگ و جوئل اس میگدال، فلسطینیان: ایجاد یک ملت. نیویورک: مطبوعات آزاد، ۱۹۹۳، ۳۹۶ صفحه. چاپ شومیز بزرگ شده: انتشارات دانشگاه هاروارد. نسخه ایتالیایی: انتشارات نووا ایتالیا، ۱۹۹۴. ۲۰۰۲ [صفحه ۵۱۲]. نسخه اصلاح شده عبری: کتر، ۱۹۹۸، ۳۰۰ صفحه. عربی: رام‌الله، ۲۰۰۱.
6. پایان هژمونی اشکنازی. قدس: کتر، ۲۰۰۱، ۱۲۴ صفحه (عبری).
7. اختراع و زوال اسرائیلیت: دولت، فرهنگ و نظامی در اسرائیل. لس آنجلس و برکلی: انتشارات دانشگاه کالیفرنیا، ۲۰۰۱، ۲۶۸ صفحه.
8. سیاست کشی: جنگ شارون علیه فلسطینیان. لندن: Verso، ۲۰۰۳.
9. باروخ کیمرلینگ و جوئل اس میگدال، مردم فلسطین: یک تاریخ. کمبریج، ماساچوست: انتشارات دانشگاه هاروارد، ۲۰۰۳، ۶۰۴ صفحه.
10. مهاجران، مهاجران، بومیان: اسرائیل بین کثرت فرهنگ‌ها و جنگ‌های فرهنگی. تل‌آویو: ام اود، ۲۰۰۴ (عبری، ۶۳۰ صفحه).
11. جامعه‌شناسی سیاست: یک مطالعه‌کننده. بنیامینا: دانشگاه آزاد، ۲۰۰۵ (عبری)
12. برخورد هویت‌ها: کاوش در جوامع اسرائیلی و فلسطینی، نیویورک: انتشارات دانشگاه کلمبیا، ۲۰۰۸، ۴۳۱ صفحه.
13. حاشیه ای در مرکز: داستان زندگی یک جامعه‌شناس عمومی، ترجمه از عبری توسط دایانا کیمرلینگ، آکسفورد و نیویورک، ۲۰۱۲، ۲۵۸ صفحه.